# 高木昭次
高木 昭次（たかぎ しょうじ、1973年5月8日 - ）は、静岡県浜松市出身のサッカー指導者。

## 来歴
2008年、ベガルタ仙台のフィジカルコーチに就任。「鬼軍曹」と選手から恐れられる存在であったが、同年11月に急性大動脈解離の病で倒れ緊急入院。翌2009年、契約満了に伴い仙台を退任した。その後も検査のため主治医がいる仙台へ定期的に通った。東日本大震災の際には子供たちのためにサッカー用品を集めて被災地へ送るなど、積極的に被災者支援を行った。
2013年、徳島ヴォルティスのフィジカルコーチに就任し、現場復帰を果たした。2014年、契約満了に伴い退任した。
2017年、古巣であるHonda FCのフィジカルコーチに就任することが発表された。

## 指導歴
- 1994年 - 1995年 静岡産業大学サッカー部 トレーナー[6]
- 1996年 - 2004年  本田技研工業サッカー部 / Honda FC
  - 1996年 - 2000年 トレーナー
  - 2001年 - 2004年 フィジカルコーチ
- 2005年 - 2006年  セレッソ大阪 フィジカルコーチ
- 2008年 - 2009年  ベガルタ仙台 フィジカルコーチ
- 2013年 - 2014年  徳島ヴォルティス フィジカルコーチ
- 2017年 -  Honda FC フィジカルコーチ